# Behaviorální geografie
Behaviorální geografie (anglicky: Behavioral geography), jinak též geografie chování, je jeden z proudů socioekonomické geografie a relativně samostatná geografická disciplína, která vznikla v 60. letech 20. století na základě spolupráce geografie se sociologií, sociální psychologií a psychologií. Zabývá se projevy chování lidí v prostoru a vnímání prostoru jednotlivci a skupinami lidí. Nejdůležitějšími oblastmi studia behaviorální geografie jsou:
- kognitivní procesy podtrhující prostorové důvody, rozhodování, chování atp.
- prostorové představy
- mentální mapy (například odlišné vnímání lokalit a regionů v rámci státu, regionu, krajiny)
- proces učení v prostoru, návyky
- proces rozhodování a výběru + specializované oblasti studia
- vnímání rizik v území (hazard cognition): proč se lidé stěhují či žijí v oblastech ohrožovaných různými přírodními katastrofami (povodně, zemětřesení, vulkanismus)

Mezi významné představitele behaviorální geografie patří například Julian Wolpert (1964) a jeho dílo The Decision Process in Spatial Context a Allan Pred (1972) a jeho dílo Behavior and Location: Foundations For a Geographic And Dynamic Location Theory.